# Provincia de Bolívar (Bolivia)
La provincia de Bolívar (también: Simón Bolívar) se encuentra en el departamento de Cochabamba (Bolivia), tiene como capital a Bolívar. 
Se encuentra geográficamente situada en la franja andina, a una altura media de unos 3.000 m s. n. m., tiene 413 km² y 7.279 habitantes (según el Censo INE 2012). La mayoría de los habitantes de esta provincia hablan quechua como idioma principal.

## Geografía
Bolívar es una de las provincias más jóvenes del departamento y la más alejada. El centro poblado se encuentra enclavado en una pequeña planicie rodeada por macizos de la cordillera Andina, siendo sus construcciones rústicas con techos de paja y de forma peculiar conforme a las construcciones de la zona andina. Se encuentra geográficamente situada en la franja andina, a una altura media de unos 3.000 m s. n. m., el clima es frío y tiene una superficie de 413 km².

## Atractivos turísticos
La provincia de Bolívar posee atractivos turísticos como: La piscina de aguas termales de (Chullpani), “Chullpa Pucara” (cerámica, restos fósiles, herramientas de trabajo y ruinas) “Huellas prehispánicas” (Humanas y de animales), “Ojos de Agua”, “El Castillo” (formaciones rocosas), “el laberinto” (imprescindible la compañía de un guía conocedor del área) y “La piedra de cuyún cuyún”(piedra que mide entre 60 y 80 metros, que se balancea).

## Historia
La provincia, así como el municipio, llevan el nombre en honor al Libertador Simón Bolívar, encontrándose en el centro del poblado vestigios de su paso por este territorio en 1825.

## Datos Técnicos
- Ubicación: provincia de Bolívar del departamento de Cochabamba.
- Altura: Desde los 3.600 hasta los 4.900 m.sn.m.
- Distancias: 186 km. (5 horas aprox.)
- Bus : La provincia de Bolívar está ubicada en toda la zona andina del departamento de Cochabamba, carretera que va a Oruro y La Paz desvío ubicado a la altura del km 100 desde la ciudad de Cochabamba, los buses salen de la zona sur, Av. 6 de Agosto y República.

## Demografía
De acuerdo con el censo boliviano de 2024, la población de la provincia de Bolívar es de 8 197 habitantes.
La población de la provincia ha aumentado casi una quinta parte en las últimas tres décadas:
| Año  | Habitantes | Fuente |
| ---- | ---------- | ------ |
| 1992 | 7 081      | Censo  |
| 2001 | 8 635      | Censo  |
| 2012 | 7 279      | Censo  |
| 2024 | 8 197      | Censo  |

## Cultura
Esta región es conocida por sus famosas festividades y ferias como la del “Toro Tinku” donde la población expone a sus mejores ejemplares en combates que duran apenas unos minutos, siendo el objetivo medir las fuerzas de cada toro, sin llegar a la muerte.
Las comunidades aledañas a la localidad capital de Bolívar son conocidas por la gran destreza de sus mujeres en la elaboración de tejidos con fibras de camélidos, las cuales son expuestas a la venta, en su feria dominical. Su potencialidad en la crianza de camélidos, en sus diferentes razas, ha merecido la premiación no sólo a nivel regional, sino también nacional, lo que permite exportar ejemplares genéticamente valorados.

## Fiestas

### San Bartolomé
La fiesta más importante de la zona es San Bartolomé que se celebra entre el 24 y 27 de agosto, en la que participan los diferentes ayllus de la zona.

### Carnaval
El Carnaval en esta provincia preserva su aspecto ritual religioso, mediante la veneración a la Pachamama, con diferentes ritos y manifestaciones de cantos y bailes autóctonos.

### Señor Santiago
La fiesta del Señor de Santiago se realiza entre el 25 y 29 de julio.